# 银梭岛遗址
银梭岛遗址，位于中华人民共和国云南省大理市海东镇洱海东南部的银梭岛，为新石器时代至商代贝丘遗址、第七批全国重点文物保护单位。

## 特点
1972年，生产队在银梭岛建鱼塘时，掘出一批木桩，经碳14测定年代为2600±90年前。同时发现不少残陶片，并掘出一个完整的双耳陶罐，高约12厘米，口径约15厘米，内有汉五铢钱13枚、王莽时期“大布黄千”61枚、“大泉五十”271枚等。此外，岛上地面还发现大量夹砂棕色陶片、靴形陶器、网坠、单、双耳罐等陶器。初步认定为春秋至汉代的文化遗址。
2000年，云南省文物考古研究所及大理市博物馆在进行调查时，发现贝丘遗址痕迹，且正在遭到破坏，故申请重新发掘。它也成为云南地区首次发掘的新石器时代至青铜时代的贝丘遗址。
2003年10月至2004年5月、2006年3月至5月，云南省文物考古研究所对此进行两次发掘，发掘面积共600平方米，遗迹有房址。出土有刀、镞、锛、网坠等石器，另有少量的细石器。此外还有罐、盆、钵等陶片陶器，有夹砂橙黄陶、黄陶、夹砂灰陶等。考古研究所还发现一些骨器、牙器、蚌器、玉器和铜器等。出土有大量螺壳，螺壳尾部都经过敲打，可判断出为食用后留下。

## 保护
1985年9月20日，“金梭岛遗址（含银梭岛）”被公布为第一批大理市文物保护单位。2013年3月5日，银梭岛遗址被公布为第七批全国重点文物保护单位。

## 图库

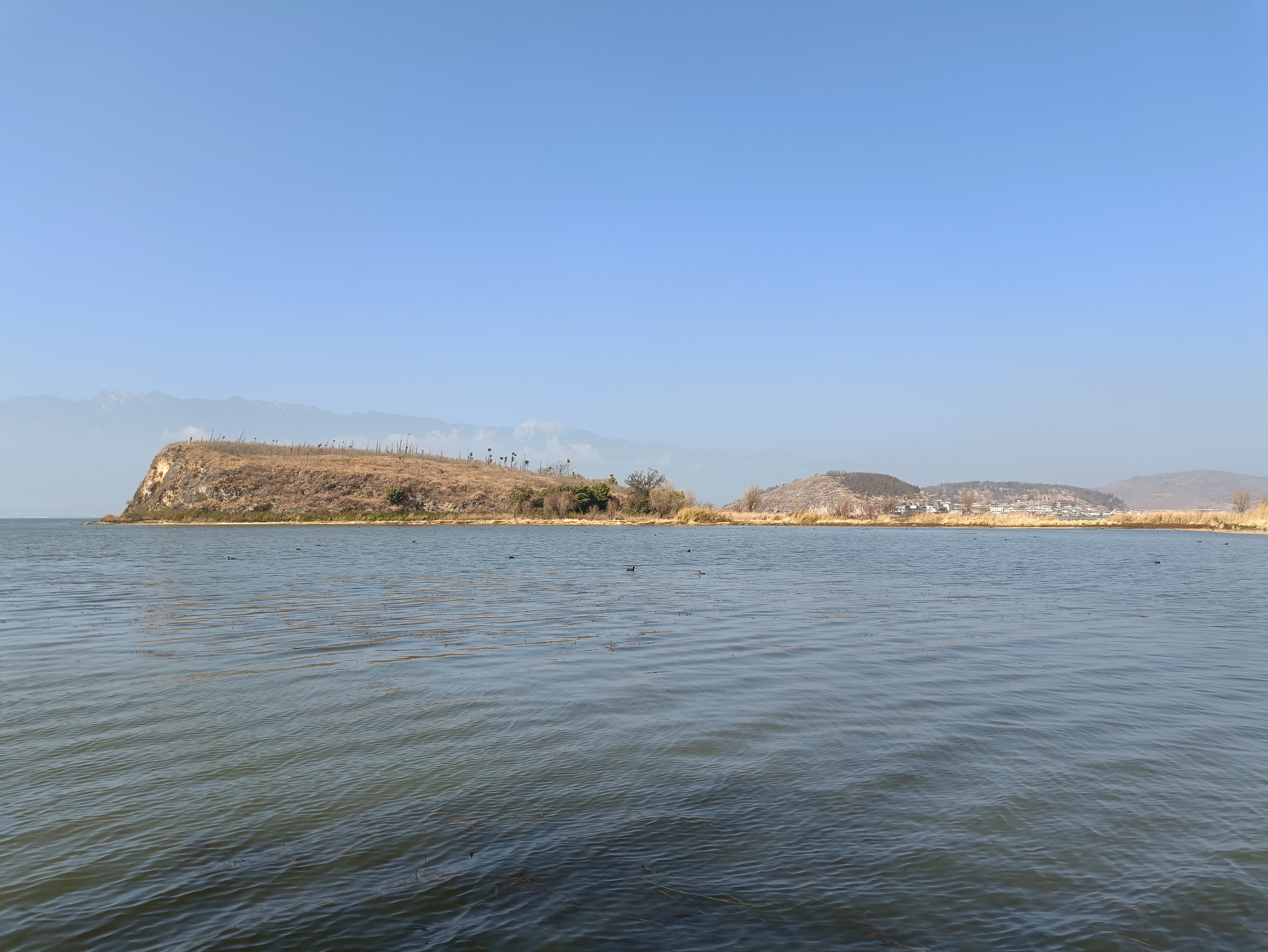
银梭岛（左）
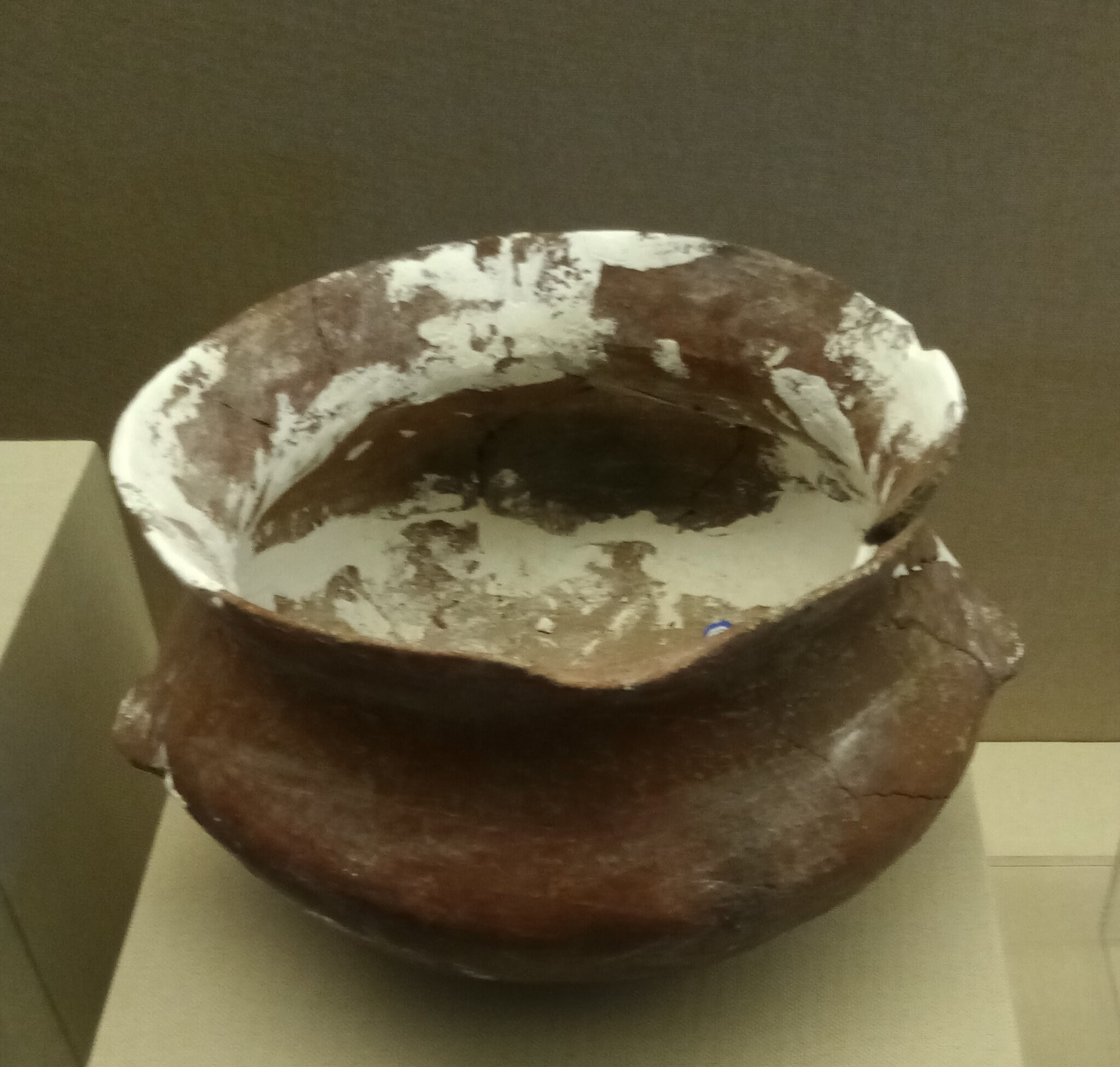
出土陶釜，藏于大理市博物馆
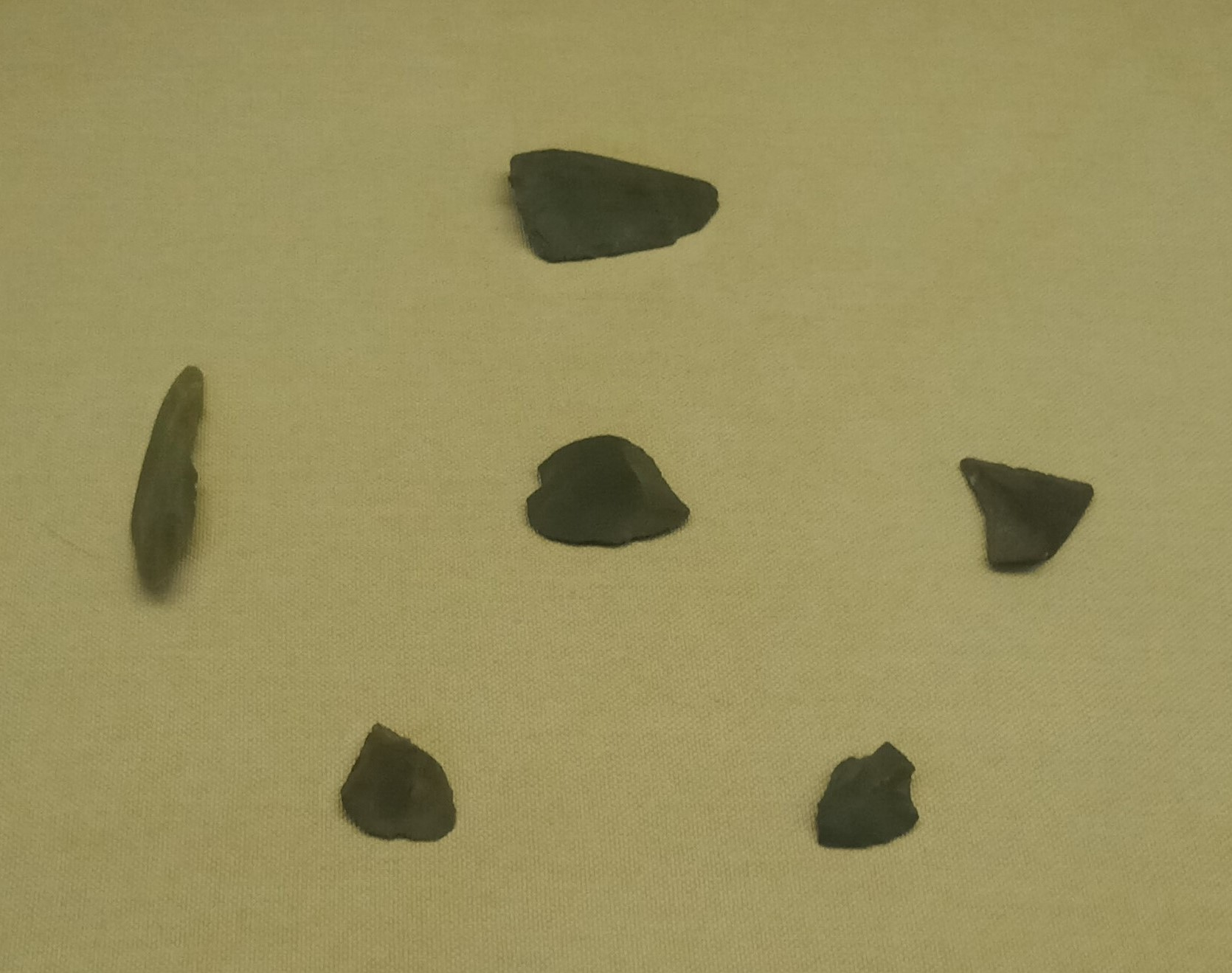
出土刮削器，藏于大理市博物馆
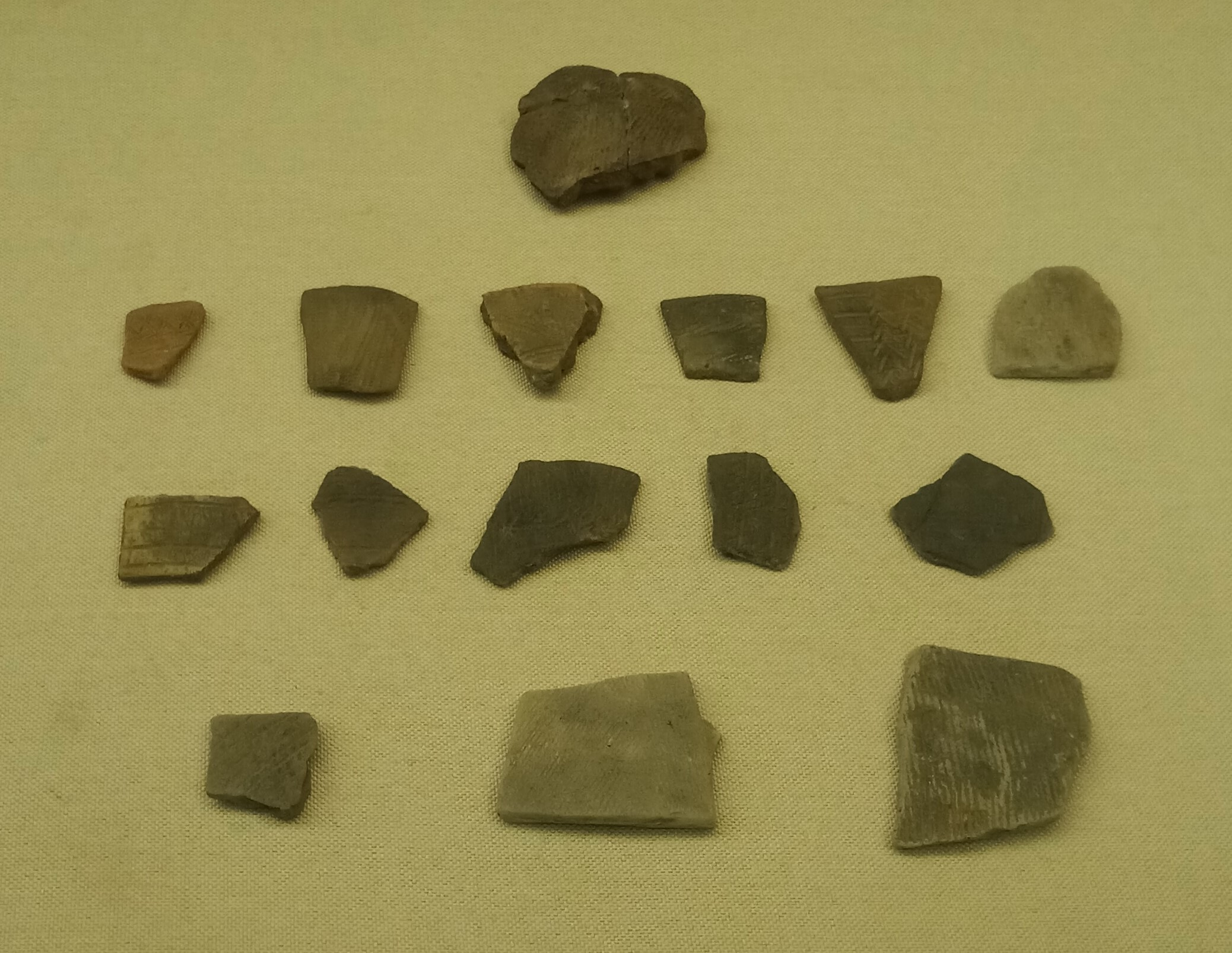
出土陶片，藏于大理市博物馆
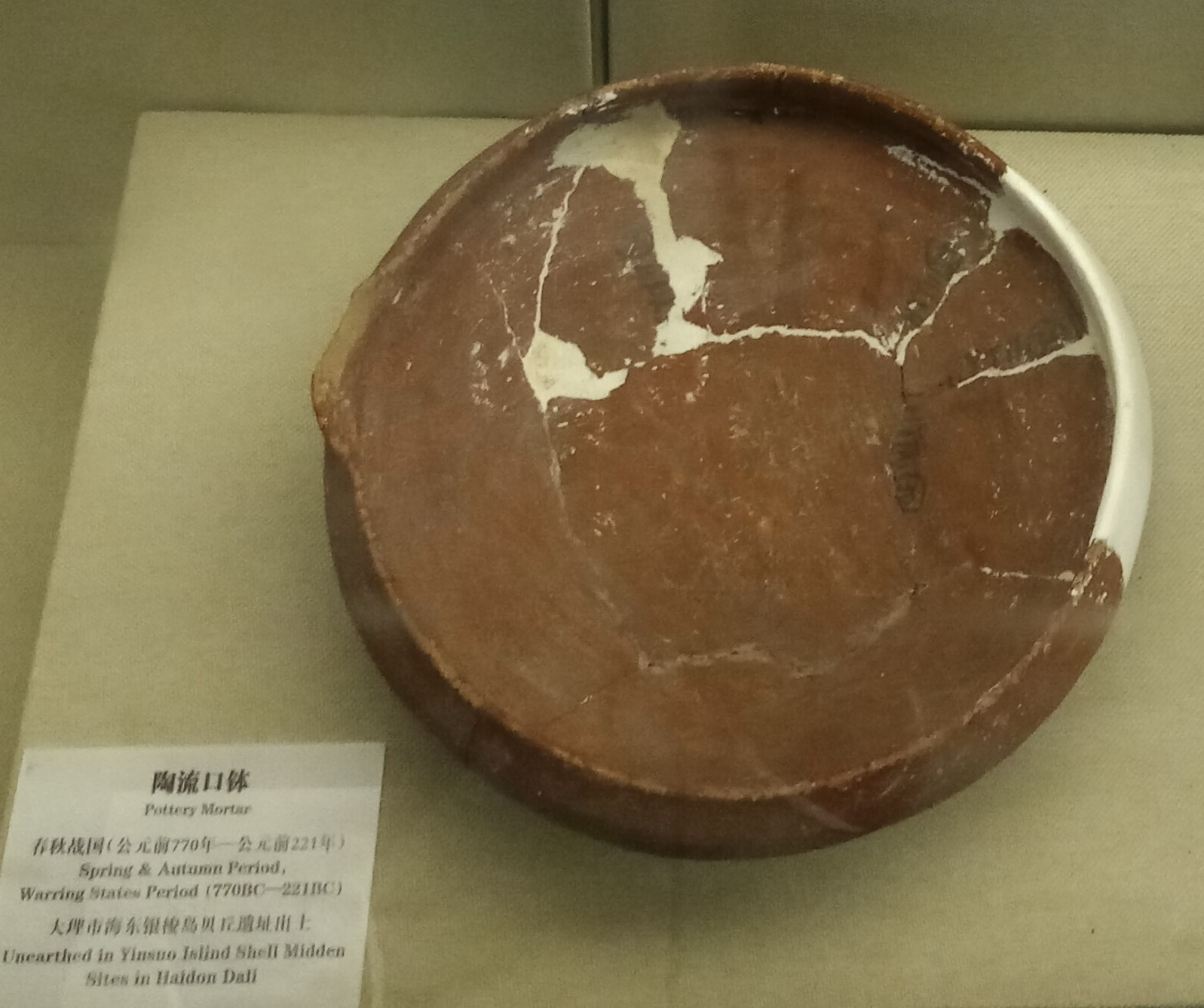
出土陶流口钵，藏于大理市博物馆
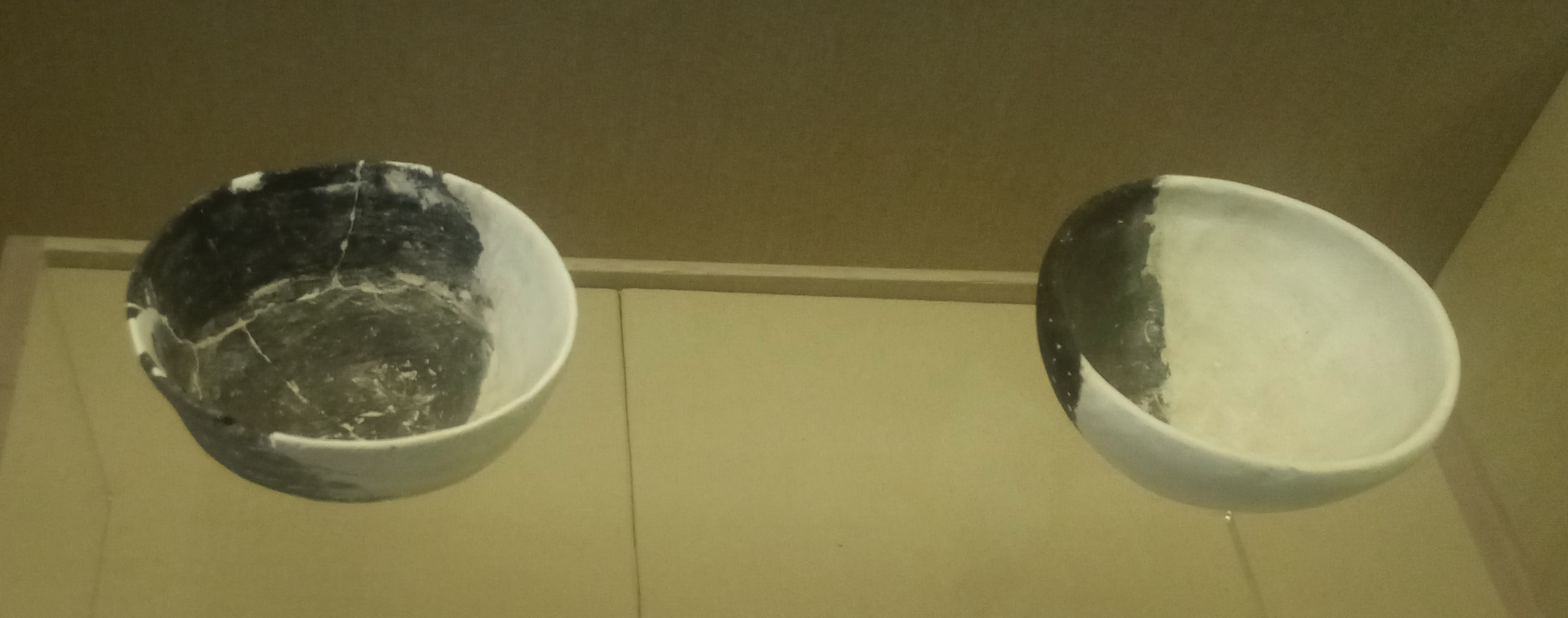
出土陶钵，藏于大理市博物馆
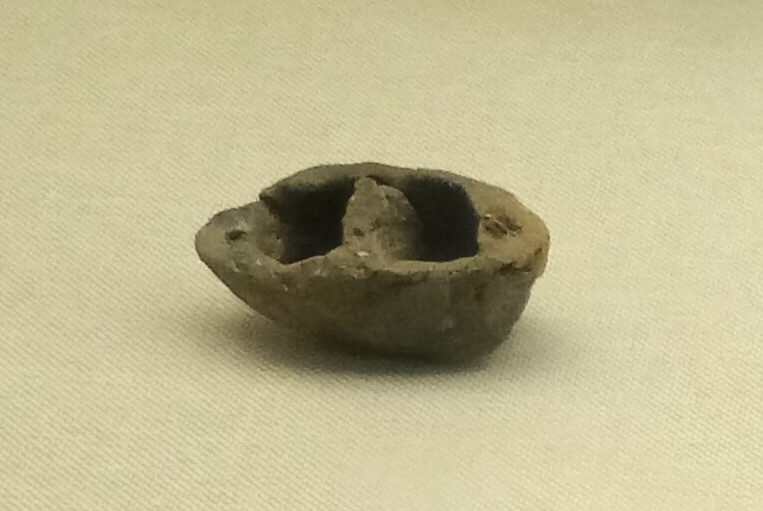
出土陶船模型，藏于大理市博物馆
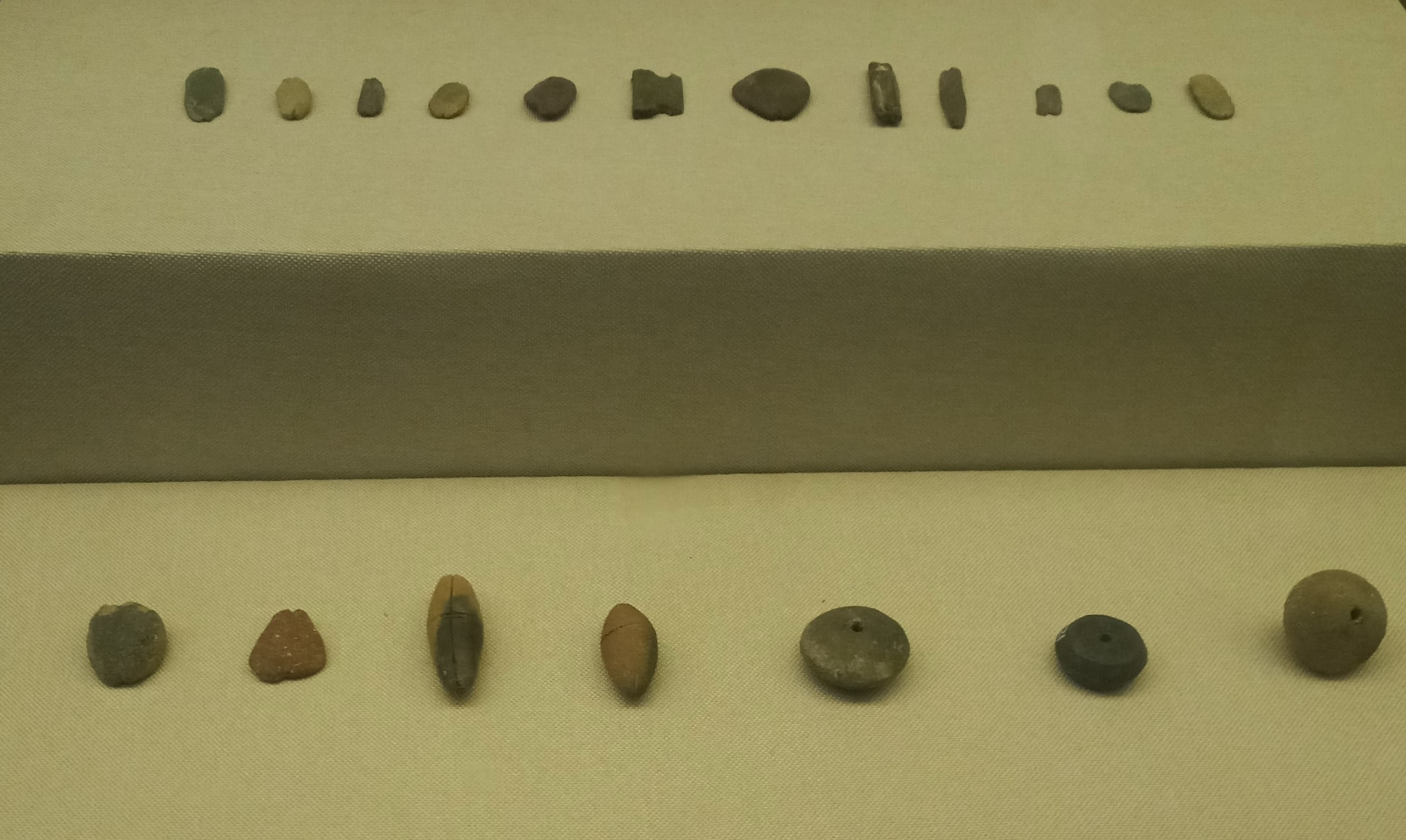
出土石网坠、陶网坠、石纺轮，藏于大理市博物馆
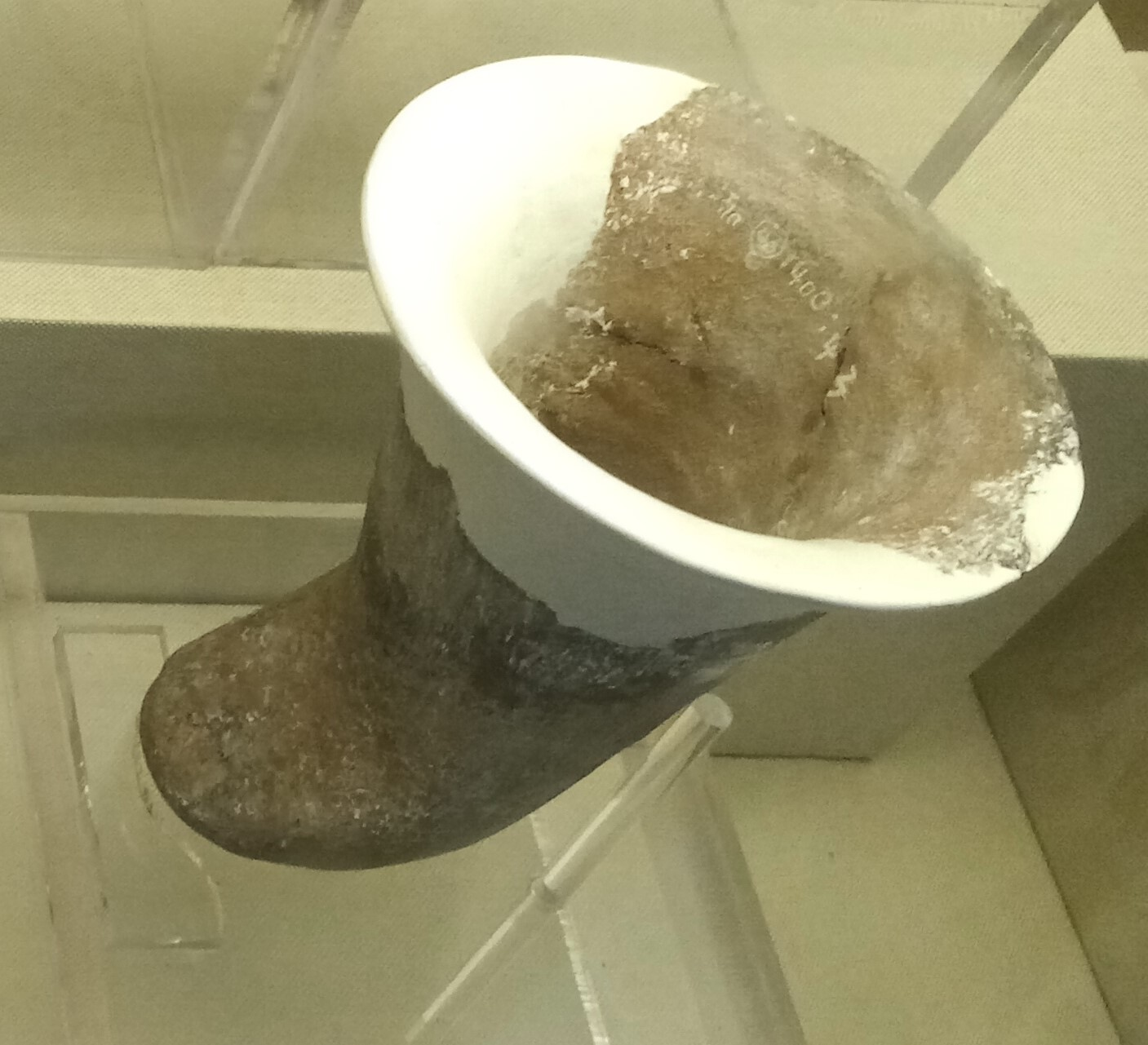
出土陶靴形器，藏于大理市博物馆